# 小药碱茅
小药碱茅（学名：Puccinellia micranthera）为禾本科碱茅属下的一个种。